# Меллентин, Фридрих Вильгельм фон
Фри́дрих Ви́льгельм фон Мелленти́н (нем. Friedrich Wilhelm von Mellenthin; 30 августа 1904, Бреслау — 28 июня 1997, Йоханнесбург, ЮАР) — генерал-майор танковых войск вермахта, во время Второй мировой войны занимал различные штабные должности сначала в пехотных, а затем в танковых соединениях вермахта.

## Биография

### Семья. Начало карьеры
Семья отца Меллентина, по его воспоминаниям, происходит из Померании, где в 1225 году был основан род Меллентинов. Сам отец Фридриха, Пауль-Хеннинг фон Меллентин, подполковник артиллерии, был убит на Западном фронте Первой мировой войны 29 июня 1918 года. Фридрих был третьим сыном в семье.
Родители его матери Орлинды, урожденной фон Вальденбург, происходят из Силезии и Бранденбурга; её прадед — принц Август Прусский — был племянником Фридриха Великого. На плечи матери семейства после смерти отца взлегло всё бремя воспитания детей и поддержания семьи; она скончалась в августе 1950 года, за несколько недель до отъезда Фридриха Меллентина в Южную Африку.
В Бреслау Меллентин учился в реальном училище; по окончании, 1 апреля 1924 года поступил на службу в 7-й кавалерийский полк. Как сообщает он сам в своих мемуарах,
Этот полк, стоявший в Бреслау, унаследовал традиции знаменитых Белых Кирасиров императорской армии. Всю жизнь я питал страсть к лошадям, так что свою одиннадцатилетнюю службу в кавалерии вспоминаю как счастливейший период моей жизни. Но первые четыре года моей службы в армии протекали в трудных условиях, потому что в то время требовалось несколько лет, чтобы получить офицерский чин. Я был зачислен рядовым и оставался им восемнадцать месяцев, прежде чем был произведен в капралы. В 1926 году я поступил в пехотную школу в Ордруфе, а затем перешел в кавалерийскую школу в Ганновере, где мы получали очень основательную подготовку в тактике и верховой езде…

…До 1935 года я служил строевым офицером в кавалерийском эскадроне, где в полной мере предавался своему любимому удовольствию – скачкам и стипль-чезу.
1 февраля 1928 года был произведён в лейтенанты.

### Восточный фронт
Фридрих фон Меллентин находился на восточном фронте с ноября 1942 по май 1944 года, проведя большую часть времени в должности начальника штаба 48-го танкового корпуса. Вместе с корпусом принимал участие боях на р. Чир в рамках операции «Зимняя гроза». Лично поддерживал радиоконтакт с фельдмаршалом Паулюсом. Участвовал в битве на Курской дуге.

### Курская битва (с точки зрения Ф. Меллентина)
Согласно опубликованным воспоминаниям Ф. Меллентина, надежда добиться быстрого окончания войны в России была похоронена осенью и зимой 1942—1943 годов. К весне 1943 года военное положение Германии сильно ухудшилось. Тунис грозил стать новым «Сталинградом», англо-американские стратегические бомбардировки держали в постоянном напряжении промышленность рейха. Значительная часть истребительной авиации была переброшена из России в Европу для борьбы с бомбардировщиками. Положение Италии перед лицом неизбежного вторжения союзников было отчаянным. Германия была вынуждена держать крупные силы в Италии и Западной Европе. На Восточном фронте немцы потеряли преимущество в воздухе. Советская авиация существенно нарастила свою мощь — сказалась в том числе и англо-американская помощь. Общее соотношение сил изменилось, стало очевидно: «перед нами стоит безжалостный противник, располагающий огромными и даже, по-видимому, неисчерпаемыми резервами».
В этих условиях немецкому командованию надо было решить дилемму: либо перейти на Востоке к обороне, либо осуществить наступление с ограниченной целью и попытаться уменьшить наступательную мощь русских. Начальник генерального штаба Цейтцлер предложил план новой наступательной операции (кодовое название «Цитадель»). Операция «Цитадель», учитывая ранее понесенные потери, не предполагала «решающего наступления» и носила ограниченный характер: срезать большой русский выступ, уничтожить несколько советских дивизий и тем самым ослабить резервы русских.
Однако Гитлер проявлял неуверенность и постоянно откладывал наступление. В начале мая он созвал в Мюнхене совещание, чтобы выслушать мнение командующих. Фельдмаршал фон Клюге был за наступление. Манштейн колебался. Модель предъявил аэрофотоснимки, показывающие подготовку русских к отражению наступления: оборонительные укрепления у северного и южного фасов выступа и отвод подвижных соединений из района западнее Курска. Генерал-полковник Гудериан заявил, что наступление бессмысленно: на карту ставится судьба последних резервов (в том числе тяжелых танков). Цейтцлер верил в победу. Гитлер, сбитый с толку, отложил принятие решения. На этом совещании Гитлер заявил : «Неудачи не должно быть!».
10 мая Гудериан вновь виделся с Гитлером и пытался убедить его отказаться от наступления. Гитлер ответил : «Вы совершенно правы. Как только я начинаю думать об этой операции, мне становится нехорошо». Однако под нажимом Кейтеля и Цейтцлера он согласился на операцию грандиозного масштаба.
Меллентин писал, что операция «Цитадель» была бы эффективной в апреле или мае: «русские ещё не оправились от наших недавних ударов и не успели восполнить потери, понесенные в ходе быстрого и тяжелого отступления от Харькова». Однако, к июню 1943 года обстановка коренным образом изменилась. Операция такого масштаба не могла долго быть тайной. Внезапность была утеряна. К этому времени русские превратили Курскую дугу в «новый Верден». Они постоянно совершенствовали оборону на вероятных направлениях нашего наступления: построили несколько оборонительных рубежей и превратили в мощные узлы сопротивления важные в тактическом отношении населенные пункты. Были устроены многочисленные минные поля. У основания выступа были сосредоточены очень сильные резервы пехоты и танков.
С другой стороны, ни одно немецкое наступление не было так тщательно подготовлено: каждый метр территории был сфотографирован с воздуха; были детально разработаны план ведения огня и взаимодействие между артиллерией и пехотой; начиная от командиров рот, офицеры целые дни проводили на позициях, изучая местность и систему обороны противника; были приняты все меры предосторожности, маскировки; проведена подготовка тесного взаимодействия между авиацией и наземными войсками; в условиях плохих дорог и дождливой погоды было произведено сосредоточение большого количества танков и мотопехоты. Моральный дух немецких войск был необычайно высок: «они готовы были понести любые потери, но выполнить все поставленные перед ними задачи».
В своих воспоминаниях Меллентин подробно описывает ход сражения и боевые действия 48-го корпуса: танкам приходилось наступать по сплошному минному полю и болотистой местности. Саперы не могли навести необходимых переправ, в результате многие танки стали жертвой советской авиации: русские летчики, несмотря на превосходство в воздухе немецкой авиации, проявляли исключительную смелость. В процессе планирования наступления немецкое командование совершило ошибку — лишило бронетанковые войска маневренных действий и вынудило их вести бои с русскими на выбранных ими позициях.

Вместо того чтобы попытаться создать условия для маневра посредством стратегического отступления и внезапных ударов на спокойных участках фронта, германское командование не придумало ничего лучшего, как бросить наши замечательные танковые дивизии на Курский выступ, ставший к этому времени сильнейшей крепостью в мире.
Меллентин отметил посещение Гудерианом 9-й армии, наступавшей с севера, и его констатацию огромных потерь:

Несмотря на исключительную храбрость и неслыханные потери, пехота дивизии Вейдлингa не смогла использовать успеха танков. Продвинувшись примерно на 10 км, войска Моделя были остановлены.
После недельных боев дивизия «Великая Германия» (дивизия располагала 180 танками, 80 из которых составляли батальон «пантер») понесла значительные потери в живой силе и технике:

Потери в танках были потрясающими. Танки типa «Пантерa» не оправдали возлагаемых на них надежд: их легко можно было поджечь, системы смазки и питания не были должным образом защищены, экипажи не имели достаточной подготовки. Из всех «пантер», принимавших участие в боях, к 14 июля остaлось только несколько машин.
В ходе Курской битвы русское командование с большим искусством руководило боевыми действиями: умело отводило свои войскa и сводило «на нет» силу ударa наших армий при помощи сложной системы минных полей и противотанковых заграждений. Не довольствуясь контрударaми внутри Курского выступa, русские нанесли мощные удары на участке между Орлом и Брянском и добились значительного вклинивания.
13 июля Гитлер сообщил о немедленном прекращении операции «Цитадель», так кaк союзники высадились на Сицилии и туда должны быть срочно переброшены войскa с Восточного фронтa.

4-я танковaя армия получилa сообщение о немедленном отводе танкового корпусa СС Третья битва за Харьков#Танковый корпус СС для переброски его в Италию, a 48-му танковому корпусу было приказaно напрaвить дивизию «Великaя Германия» для оказания поддержки группе армий «Центр» фельдмаршалa фон Клюге. При таких обстоятельствах было невозможно удержать занятые рубежи внутри Курского выступa, и к 23 июля 4-я танковaя армия былa отброшенa на свои исходные позиции.
Операция «Цитадель» закончилась полным провалом.

### Участие в оборонительных боях
Отходя вместе с Группой армий «Юг», участвовал в оборонительных боях на территории Западной Украины. Его корпус был активно задействован в обороне Харькова, Житомира, Киева, Тернополя. В ходе развернувшейся Львовско-Сандомирской операции фон Меллентин разработал план прорыва окружённой Бродненской группировки вермахта, который в череде яростных боёв всё-таки не был осуществлён ввиду явного преимущества войск Красной Армии.
После Сталинграда, Фридрих фон Меллентин однажды сказал о войне против Советского Союза следующую фразу:

«Там мы находились в положении человека, который схватил волка за уши и пытается не дать ему вырваться.»

### Западный фронт
С обострением ситуации на Западном фронте получил повышение и перевод вместе со своим непосредственным руководителем Херманом Балком в Группу армий «G». Оборонялся в боях на территории Франции (Нанси, Мец, Арракур, Вогезы).
В знаменитом Арденнском контрнаступлении был прикомандирован к штабу 9-й танковой дивизии.
С марта по май 1945 года был начальником штаба 5-й танковой армии генерала фон Мантейфеля в обороне Рурского региона и Кёльна.

### Послевоенный период
Эмигрировал в ЮАР, где основал авиакомпанию Trek Airways. Компания была успешным авиаперевозчиком вплоть до 1991 г, когда ввиду политики госрегулирования лишилась зарубежных рейсов, а на внутренних не выдержала конкуренции с государственной авиакомпанией SAA и объявила о банкротстве в 1994 году, за несколько лет до смерти основателя.

## Прохождение службы
| Даты зачисления/назначения/нахождения    | Место службы/должность/место пребывания                                                                                  |
| ---------------------------------------- | --- |
| 1 апреля 1924 г. — 30 сентября 1935 г.   | 7-й кавалерийский полк                                                                                                   |
| 1 октября 1937 г. — 31 декабря 1939 г.   | Третий офицер штаба (начальник разведывательного отдела) 3-го корпуса. Польская кампания                                 |
| 1 января 1940 г. — 31 августа 1940 г.    | Первый офицер штаба (начальник оперативного отделения) 197-й пехотной дивизии. Кампания во Франции                       |
| 1 сентября 1940 г. — 28 февраля 1941 г.  | Третий офицер штаба (начальник, разведывательного отдела) 1-й армии                                                      |
| 1 марта 1941 г. — 31 мая 1941 г.         | Третий офицер штаба 2-й армии. Балканская кампания                                                                       |
| 1 июня 1941 г. — 15 сентября 1942 г.     | Третий офицер штаба танковой группы, позднее танковой армии «Африка» (с 3 апреля 1942 года заместитель начальника штаба) |
| 20 сентября 1942 г. — 31 октября 1942 г. | Госпиталь в Гармише |
| 1 ноября 1942 г. — 14 августа 1944 г.    | Начальник штаба 48-го танкового корпуса. Русская кампания                                                                |
| 15 августа 1944 г. — 14 сентября 1944 г. | Начальник штаба 4-й танковой армии. Русская кампания                                                                     |
| 15 сентября 1944 г. — 30 ноября 1944 г.  | Начальник штаба группы армий «G». Кампания на Западе                                                                     |
| 1 декабря 1944 г. — 31 декабря 1944 г.   | Офицерский резерв главного командования сухопутных сил (ОКХ)                                                             |
| 1 января 1945 г. — 28 февраля 1945 г.    | Прикомандирован к 9-й танковой дивизии. Кампания на Западе                                                               |
| 1 марта 1945 г. — май 1945 г.            | Начальник штаба 5-й танковой армии. Кампания на Западе                                                                   |

## Сочинения
- Танковые сражения (книга)
- фон Меллентин, Фридрих Вильгельм. [militera.lib.ru/h/mellenthin/index.html Танковые сражения 1939-1945 гг. : Боевое применение танков во второй мировой войне] = Panzer battles 1939-1945: A study of the employment of armour in the second world war / под ред. Героя Советского Союза генерал-лейтенанта танковых войск А. П. Панфилова. — М.: Издательство военной литературы, 1957. — 303 p. (переиздавалась на русском языке в 2006 г. изд-вом Центрполиграф, Москва, серия «За линией фронта. Мемуары», ISBN 5-9524-1746-9, а также издательской группой АСТ и издательством «Полигон»,Санкт-Петербург и Москва в серии «Военно-историческая библиотека» в 2003 г. ISBN 5-17-015028-8 тиражом 5100 экз.)
- Фридрих Вильгельм фон Меллентин. Бронированный кулак вермахта. — М.: Вече, 2011. — 398 p. — (Вторая мировая. Взгляд врага). ISBN 978-5-9533-6313-6

- Friedrich Wilhelm von Mellenthin.  = Schach dem Schicksal. Ein deutscher Generalstabsoffizier berichtet von seiner Herkunft, seinem Einsatz im 2.Weltkrieg und seinem beruflichen Neubeginn nach dem Krieg. — Osnabrück: Biblio Verlag, 1988. — 255 p. — (Soldatenschicksale des 20. Jahrhunderts als Geschichtsquelle). — ISBN 3-7648-1729-1.